# 부네이
부네이(일본어: 武寧 무령[*], 1356년 ~ 1406년, 재위: 1396년 ~ 1405년)는 산잔 시대 츄잔왕국(中山王国)의 제2대 왕이자 마지막 왕이다. 신호(神號)는 나가노마모노(中之真物)이다.

## 가족
- 아버지: 삿토
- 어머니: 마나베타루(真鍋樽)
- 왕비: 미상
- 왕세자: 칸네이시케쓰(完寧斯結)